# Nicolas Hénard
Nicolas Hénard (Calais, 16 de septiembre de 1964) es un deportista francés que compitió en vela en la clase Tornado. 
Participó en dos Juegos Olímpicos de Verano, obteniendo dos medallas de oro en la clase Tornado: en Seúl 1988 (junto con Jean-Yves Le Déroff) y en Barcelona 1992 (con Yves Loday).
Ganó una medalla de plata en el Campeonato Mundial de Tornado de 1988 y una medalla de oro en el Campeonato Europeo de Tornado de 1992.

## Palmarés internacional
| \| Juegos Olímpicos \| Juegos Olímpicos \| Juegos Olímpicos \| Juegos Olímpicos \| \| Año \| Lugar \| Medalla \| Clase \| \| ------------------ \| -------------------- \| ---------------- \| ---------------- \| \| 1988 \| Seúl (Corea del Sur) \| Medalla de oro \| Tornado \| \| 1992 \| Barcelona (España) \| Medalla de oro \| Tornado \| \| Campeonato Mundial \| \| \| \| \| Año \| Lugar \| Medalla \| Clase \| \| 1988 \| Tallin (URSS) \| Medalla de plata \| Tornado \| \| Campeonato Europeo \| \| \| \| \| Año \| Lugar \| Medalla \| Clase \| \| 1992 \| Chipiona (España) \| Medalla de oro \| Tornado \| |                      |                  |         |
| Juegos Olímpicos |                      |                  |         |
| Año | Lugar                | Medalla          | Clase   |
| 1988 | Seúl (Corea del Sur) | Medalla de oro   | Tornado |
| 1992 | Barcelona (España)   | Medalla de oro   | Tornado |
| Campeonato Mundial |                      |                  |         |
| Año | Lugar                | Medalla          | Clase   |
| 1988 | Tallin (URSS)        | Medalla de plata | Tornado |
| Campeonato Europeo |                      |                  |         |
| Año | Lugar                | Medalla          | Clase   |
| 1992 | Chipiona (España)    | Medalla de oro   | Tornado |